# Kinsky (zespół muzyczny)
Kinsky – polski zespół grający muzykę z pogranicza noise rocka, rocka industrialnego i rockowej awangardy.

## Historia

### Lata 90. (1992–1995)
Powstał w Warszawie w styczniu 1992 z inicjatywy czterech studentów filozofii Uniwersytetu Warszawskiego, którzy swoją tożsamość ukryli pod pseudonimem von Kinsky: wokalistę Paulusa, gitarzystę Tony’ego, basistę Artura oraz perkusistę „Czubka”. Miesiąc później grupa zadebiutowała przed większą publicznością w warszawskim klubie „Fugazi” występując u boku Armii. W marcu w studiu Roberta Brylewskiego „Złota Skała” muzycy nagrali swoje pierwsze cztery utwory po opublikowaniu których Kinsky został okrzyknięty „najbardziej progresywnym zespołem lat dziewięćdziesiątych w naszym kraju”. Muzycy w tym czasie prowadzili intensywną działalność koncertową w kraju i zagranicą. Ich koncerty przybrały formę widowisk dzięki połączeniu treści muzycznej z technikami teatralnymi (happeningi, performance).
Latem 1993 zespół wziął udział m.in. w festiwalu S’trash’ydło (miał również wystąpić na festiwalu w Jarocinie, ale uniemożliwiła to bójka publiki ze służbami porządkowymi). Jesienią Kinsky przystąpił do nagrywania debiutanckiej płyty Copula Mundi, która ukazała się w grudniu nakładem niemieckiej wytwórni z oddziałem w Polsce SPV Poland. Album zebrał pozytywne recenzje i dostępny był również w Europie Zachodniej, dzięki czemu zespół dostał stamtąd wiele propozycji koncertowych. Efektem zaproszeń była dwukrotna trasa w Niemczech, występ w Genewie na „Industry Art Festiwal”, oraz koncerty w Czechach, Austrii, a także na Ukrainie. Latem 1994 Kinsky wziął udział m.in. w festiwalu jarocińskim. W styczniu 1995 muzycy dokonali kolejnych nagrań (czterech utworów) w studiu Warszawskiej Akademii Muzycznej. We wrześniu Kinsky wystąpił m.in. na wernisażu malarza Grzegorza Plewińskiego w bydgoskiej Wieży Ciśnień, a wiosną następnego roku zawiesił działalność.
Paulus von Kinsky od 1995 występował w zespole Multicide, później w CHE! i Partizan. Tony von Kinsky od jesieni 1994 był basistą grupy Dezerter, natomiast „Czubek” nawiązał współpracę z Johnem Porterem.

### Powrót (po 2015)
W 2015 otworzył się nowy rozdział w historii zespołu. Pierwszy koncert po prawie dwudziestu latach przerwy odbył się 17 maja 2015 w klubie Hydrozagadka w Warszawie w prawie niezmienionym składzie, z nowym basistą – Tomeckim w miejsce Artura Koczergo. Powrót na scenę został poprzedzony trwającymi dwa lata przygotowaniami. Wydarzenie to w swojej relacji na łamach internetowego wydania „Rzeczpospolitej” Adam Burakowski określił „Wielkim powrotem Kinsky”. Po entuzjastycznie przyjętym koncercie podczas OFF Festival 2015 zespół podjął intensywne prace nad reedycją płyty „Copula Mundi”. Album ukazał się jesienią 2015 nakładem wydawnictwa Requiem Records na płycie winylowej (wydanie dwupłytowe, Antena Krzyku) oraz na płycie CD. 8 lutego 2018 ukazała się druga (nagrana w 1997 ale niewydana) płyta zespołu pt. "Praeterito Futurum".

## Muzycy
- Paulus von Kinsky (Paweł Sulik) – wokal
- Tony von Kinsky (Tomasz Lewandowski) – gitara, wokal
- Artur von Kinsky (Artur Koczergo, 1992–1996) – gitara basowa
- Czubek von Kinsky (Arkadiusz Jermacz) – perkusja
- Tomecki – gitara basowa (od 2015)

## Dyskografia
- Copula Mundi (1993)
- Praeterito Futurum (2018)